# 休斯山脈
休斯山脈（英語：Hughes Range）是南極洲的山脈，最高點是海拔高度4,230米的卡普蘭山，該山脈在1929年11月18日由美國海軍發現，現時受南極條約體系管理。